# Бартель, Томас
Томас Сильвестр Бартель (4 января 1923, Берлин — 3 апреля 1997, Тюбинген) — немецкий лингвист, этнолог и эпиграфист, исследователь письменности ронго-ронго и письменности майя. Наряду с Дж. Э. Томпсоном — известный оппонент Ю. В. Кнорозова.

## Биография
Томас Бартель родился в 1923 году в Берлине, в 1940 году окончил школу там же. Во время Второй мировой войны служил шифровальщиком в Вермахте. После войны принял решение продолжить образование. Изучал фольклористику, географию и первобытную историю в университетах Берлина, Гамбурга и Лейпцига. В 1952 году защитил в Гамбурге диссертацию о письменности майя и получил докторскую степень. 
С 1957 года Бартель читал лекции в Гамбургском университете, и тогда же, в 1957—1958 годах, несколько месяцев был приглашённым исследователем в Институте изучения острова Пасхи Чилийского университета. В 1959 году Бартель стал адъюнкт-профессором этнологии в Тюбингенском университете, а с 1964 по 1988 год был профессором этнологии там же. С 1988 года — на пенсии. Скончался в Тюбингене. 

### Бартель и ронгоронго
Чтобы задокументировать сохранившиеся памятники письменности ронго-ронго, Бартель лично посетил большинство музеев, в которых хранились таблички с письменами, с которых он сделал карандашные прорисовки. С помощью полученных данных Бартель составил первый полный список знаков, используемых в табличках, который опубликовал в виде монографии («Grundlagen zur Entzifferung der Osterinselschrift») в 1958 году (этот список русский исследователь Константин Поздняков в дальнейшем предложил существенно сократить — за счёт различных вариантов тех же знаков). Бартель ввёл буквенную нумерацию сохранившихся табличек с письменами, которая используется поныне. Также, именно Бартелю принадлежит первая из признаваемых ныне надёжными расшифровка конкретного фрагмента таблички с письменами ронго-ронго: он показал, что три строки на реверсе (сторона а) таблички C, также известной как Мамари, кодируют календарную информацию.
Свои данные по изучению ронго-ронго Бартель завещал исследовательскому центру CEIPP (Centre d'Études de l'Îles de Pâques et de la Polynésie), который занимается проверкой и расширением полученных им результатов.

### Бартель и письменность майя
Бартель также принимал активное участие в попытках расшифровать письменность майя, «иероглифическую» систему письма доколумбовой цивилизации майя в Мезоамерике. 
Наряду с майянистом Джоном Эриком Томпсоном, Бартель был решительным критиком «фонетического подхода» к расшифровке письменности майя. В частности, Бартель решительно выступал против методологии фонетической дешифровки письменности майя, предложенной в начале 1950-х советским лингвистом и эпиграфистом Юрием Кнорозовым, который, как и Бартель, работал и над письменностью майя и над ронгоронго. На заседании Международного конгресса американистов в Копенгагене в 1956 году критика Бартелем фонетического подхода способствовала дальнейшему продолжению отрицания большей частью научного сообщества идей Кнорозова — идей, которые впоследствии оказались по существу правильными, поскольку фонетический подход, отстаиваемый Кнорозовым, обеспечил прорыв в дешифровке письменности майя начиная с 1970-х годов. Разногласия между Бартелем и Кнорозовым сохранялись на протяжении всей их жизни.

## Избранные публикации Бартеля
- 1958: Grundlagen zur Entzifferung der Osterinselschrift. Hamburg: Cram, de Gruyter.
- 1958: The 'Talking Boards' of Easter Island. Scientific American, 198:61-68
- 1971: Pre-contact Writing in Oceania. In: Current Trends in Linguistics 8:1165-1186. Den Haag, Paris: Mouton.
- 1978: The Eighth Land: The Polynesian Discovery & Settlement of Easter Island. Honolulu: the University Press of Hawaii.
- 1990: Wege durch die Nacht (Rongorongo-Studien auf dem Santiagostab), in Esen-Baur, Heide-Margaret (ed.), State and Perspectives of Scientific Research in Easter Island Culture. Courier Forschungsinstitute Senckeberg 125. Frankfurt am Mein: Senckenbergische Naturforschende Gesellschaft, 73–112. ISBN 3-510-61140-3